# Luzinay
Luzinay ist eine französische Gemeinde mit 2438 Einwohnern (Stand: 1. Januar 2022) im Département Isère in der Region Auvergne-Rhône-Alpes. Sie gehört zum Arrondissement Vienne und zum Kanton Vienne-1.

## Geographie
Luzinay liegt rund 21 Kilometer südsüdöstlich von Lyon am Fluss Sévenne. Umgeben wird Luzinay von den Nachbargemeinden Chaponnay im Norden, Saint-Just-Chaleyssin im Osten, Septème im Südosten, Serpaize im Südwesten sowie Villette-de-Vienne im Westen.

## Bevölkerungsentwicklung
| Jahr                       | 1962 | 1968 | 1975 | 1982 | 1990 | 1999 | 2006 | 2012 |
| -------------------------- | ---- | ---- | ---- | ---- | ---- | ---- | ---- | ---- |
| Einwohner                  | 598  | 683  | 898  | 1225 | 1568 | 1973 | 2177 | 2157 |
| Quellen: Cassini und INSEE |      |      |      |      |      |      |      |      |

## Sehenswürdigkeiten
- Kirche Saint-Louis, erbaut 1820 bis 1823
- Kapelle Saint-Jean-Baptiste im Ortsteil Illins, seit 2005 Monument historique
- Wehrhaus

## Gemeindepartnerschaft
Mit der irischen Gemeinde Ballinrobe im County Mayo (Provinz Connacht) besteht eine Partnerschaft. 